# Kokkola (Verwaltungsgemeinschaft)

Lage von Kokkola

Die Verwaltungsgemeinschaft Kokkola (finnisch Kokkolan seutukunta, schwedisch Karleby ekonomiska region) ist eine von zwei Verwaltungsgemeinschaften (seutukunta) der finnischen Landschaft Mittelösterbotten. Zu ihr gehören die folgenden zwei Städte und Gemeinden:
- Kannus
- Kokkola

Durch die Eingemeindung der Gemeinde Kaarlela 1977 und der Gemeinden Kälviä, Lohtaja und Ullava 2009 zur Stadt Kokkola, existieren nun nur noch zwei Städte in dieser Verwaltungsgemeinschaft. Das Gebiet hat eine Größe die ungefähr der Londons entspricht.
In der Verwaltungsgemeinschaft Kokkola, die 2.045 km² groß ist, leben 52.282 Menschen (Stand 2011).